# Reinventar el amor
Reinventar el amor es el primer libro de poesía del escritor chileno Roberto Bolaño (1953-2003), publicado en 1976 a los 23 años de edad mientras vivía en México, D. F., al año siguiente de la fundación del infrarrealismo, por la imprenta artesanal de su amigo Juan Pascoe llamada Taller Martín Pescador. El arte de la portada corresponde a un grabado hecho por su amiga, la artista plástica estadounidense Carla Rippey.
Corresponde a un pequeño libro de solo 20 páginas, del cual se imprimieron 225 ejemplares, y que en realidad corresponde a un único largo poema dividido en nueve partes, algunas de las cuales poseen versos largos y que de no estar escritos en verso podrían leerse como una obra narrativa.